# Verdrag van Parijs (1259)

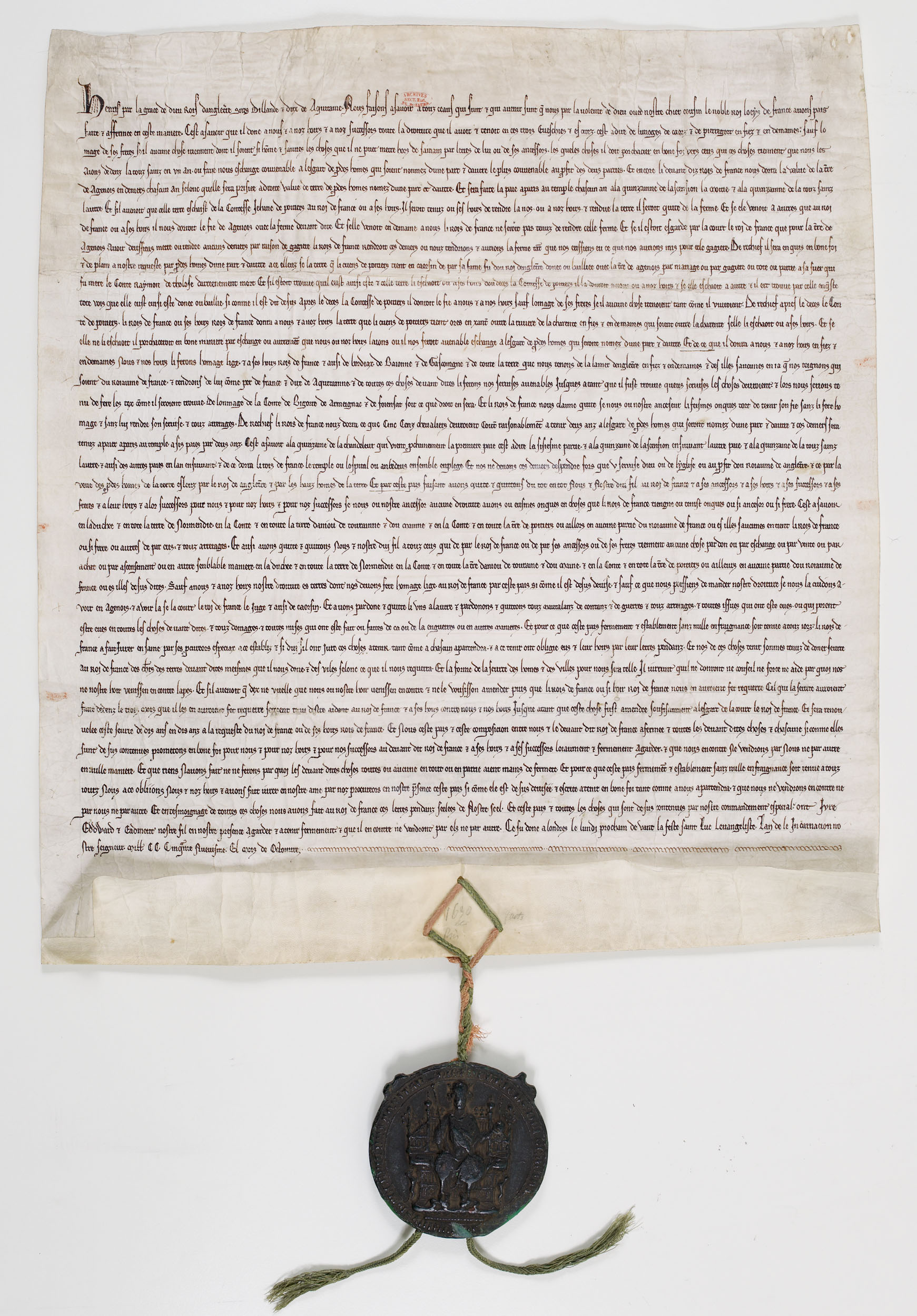
Ratificatie van het Verdrag van Parijs door Hendrik III, 13 oktober 1259.

Het Verdrag van Parijs (ook bekend als het Verdrag van Albeville) was een verdrag tussen Hendrik III van Engeland en Lodewijk IX van Frankrijk op 4 december 1259.
Hendrik herriep zijn eis op het bezit van Normandië (afgezien van de Kanaaleilanden), Maine, Anjou en Poitou; deze provincies werden tijdens het bewind van Jan van Engeland door de Fransen op de Engelsen veroverd. Hendrik behield Gascogne en delen van Aquitanië maar alleen als vazal van de koning van Frankrijk. In ruil zegde Lodewijk IX zijn steun aan de Engelse rebellen op en accepteerde het gezag van de Engelse koning over de Kanaaleilanden.
Het verdrag versterkte de vijandschap tussen beide landen en bevestigde dat, hoewel de beide koningen in naam gelijk waren, de Engelse koning in werkelijkheid ondergeschikt was aan de Franse koning. Volgens professor Malcolm Vale was dit verdrag een oorzaak van de Honderdjarige Oorlog tussen Engeland en Frankrijk.

## Verder lezen
- E. Lalou, art. Paris, Verträge, in Lexikon des Mittelalters VI (1993), coll. 1721-1722.